# Duniv, Zalișciîkî
Duniv (în ucraineană Дунів) este localitatea de reședință a comunei Duniv din raionul Zalișciîkî, regiunea Ternopil, Ucraina.

## Demografie
Componența lingvistică a localității Duniv
     Ucraineană (99,77%)
     Alte limbi (0,23%)
Conform recensământului din 2001, majoritatea populației localității Duniv era vorbitoare de ucraineană (99,77%), existând în minoritate și vorbitori de alte limbi.